# Venäläissaari (ö i Konnevesi, Nisusaaret)
Venäläissaari är en liten ö i Konnevesisjön i Finland. Den ligger i sjön Konnevesi och i kommunen Konnevesi i den ekonomiska regionen  Äänekoski  och landskapet Mellersta Finland, i den centrala delen av landet, 290 km norr om huvudstaden Helsingfors. Öns area är 0,6 hektar och dess största längd är 150 meter i nord-sydlig riktning.  Notera att namnet antyder att det är fråga om flera öar.